# Chalque

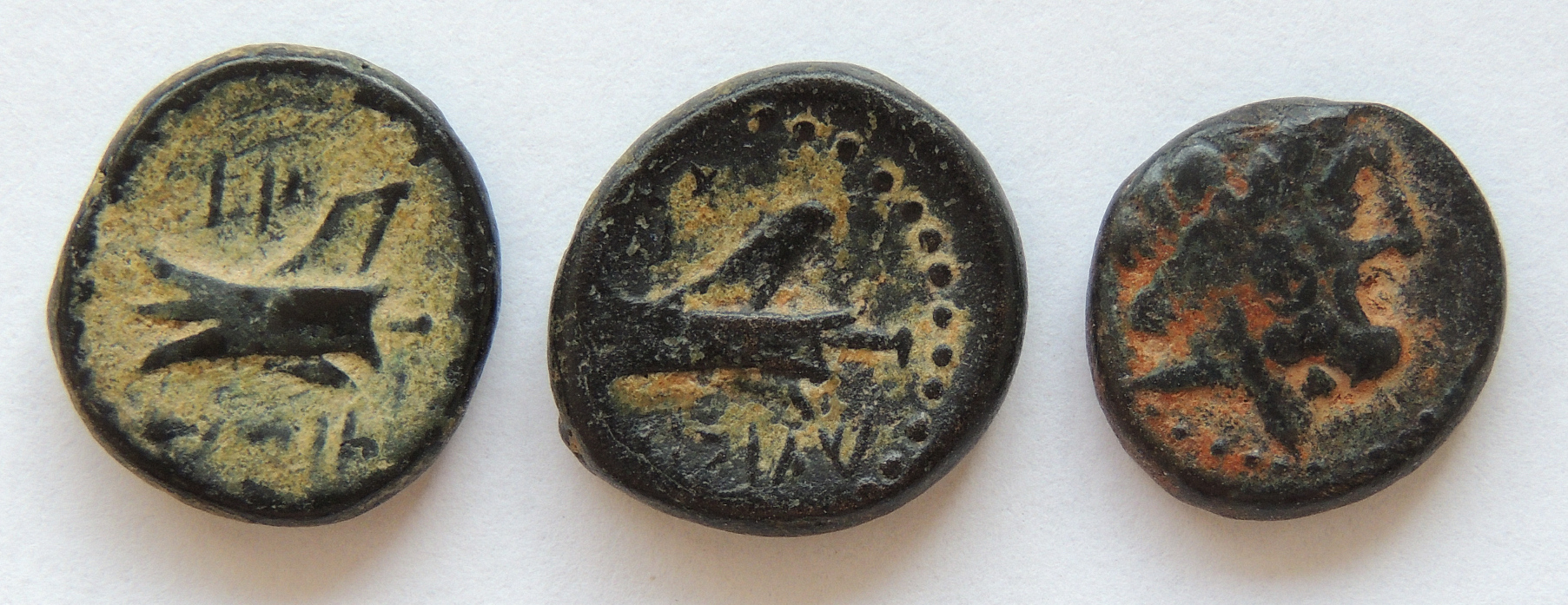
Double chalque (Dichalkos) de la cité phénicienne d'Arouad, bronze, 198-138 av. J.-C.

Le chalque (du grec ancien χαλκός, chalkós) est une ancienne monnaie divisionnaire en bronze utilisée en Grèce antique. Comme les autres monnaies de bronze, sa circulation a commencé à être importante à la fin de l'époque hellénistique.
Dans le système monétaire de la Grèce antique, le chalque est la plus petite division connue.

## Une subdivision de l'obole
Le chalque vaut un huitième d'une obole dans l'étalon monétaire attique, ou un douzième d'une obole dans l'étalon monétaire éginétique.
À Athènes et dans les empires séleucide et lagide, l'obole est divisée en 8 chalques. En revanche, dans le Péloponnèse, en Béotie, en Thessalie, en Ionie et dans la mer Égée, l'obole est divisée en 12 chalques.

## Éventuelles subdivisions
Un débat existe quant à savoir si le chalque a comporté des subdivisions. Une liste de paiement découverte en 1905 près de Messène laisse penser que des divisions du chalque ont été utilisées à la fin de la période hellénistique, au moins à Messène. Néanmoins, plusieurs sources fiables, dont l'Onomasticon de Julius Pollux, ne font aucune mention de divisions du chalque. Cependant, l'existence d'hémichalque, correspondant à la moitié d'un chalque, est avérée dans les monnayages séleucides et lagides